# Верхомля Велика
Верхомля Велика або Вірхомля (пол. Wierchomla Wielka) — село в Польщі, на Лемківщині, у гміні Північна-Здруй Новосондецького повіту Малопольського воєводства.
Населення — 664 особи (2011).

## Розташування
Село розміщене в долині потоку Верхомлянки. Знаходиться на території Попрадського ландшафтного парку, при воєводській дорозі № 971 і при залізничній лінії № 96.

## Історія

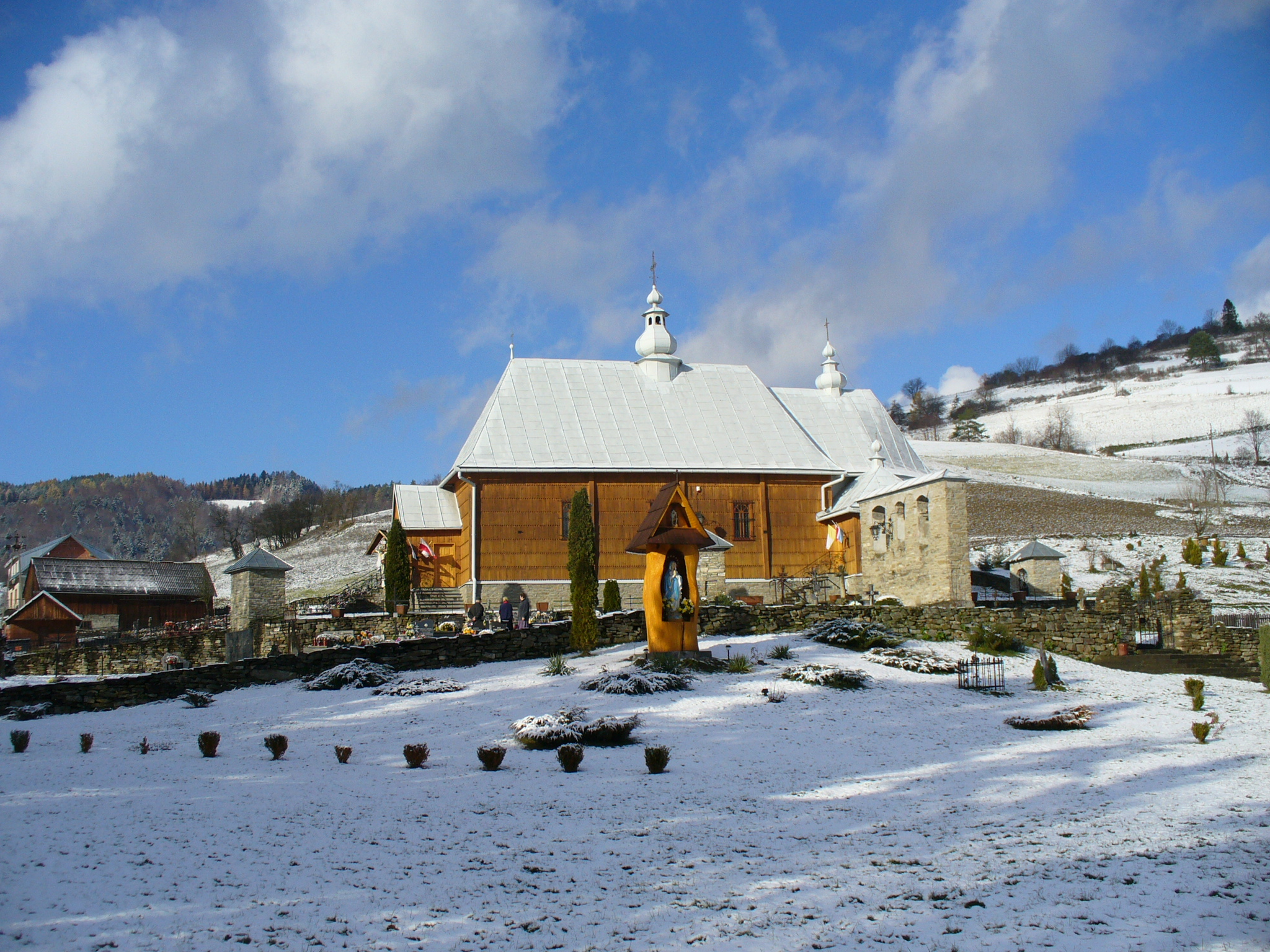

Село відоме з 1410 року, коли Сцибор зі Сцибориць гербу Остоя (1347—1414) від імені Сигізмунда І Люксембурга спалив і пограбував Старий Сонч, та був відбитий у сутичках у Пивничній, Лімниці, під Верхомлею. Документальні свідчення XVI століття про русинське (українське) населення Лемківщини польські історики безпідставно трактують як «волоську колонізацію» через закріпачення українців з використанням волоського права. В 1595 році власником села став Микута Зубрицький із Зубрика за привілеєм кардинала Єжи Радзивіла. Село входило до мушинського маєтку єпископа. З 1781 року перейшло до цісарської власності Габсбургів.
З 1784 року велися метричні книги.
28 липня 1876 року відкрита залізниця Тарнів-Плавеч з перестанками Верхомля і Верхомля Велика.
З листопада 1918 по січень 1920 село входило до складу Лемківської Республіки.
До середини XX століття в регіоні переважало лемківсько-українське населення. У 1939 році з 1670 жителів села 1660 були українцями, а 10 — євреями. До 1945 р. в селі була греко-католицька парафія Мушинського деканату, до якої також належали Верхомля Мала, Лімниця, Пивнична, Кокушка.
Після Другої світової війни Лемківщина, попри сподівання лемків на входження в УРСР, була віддана Польщі, а корінне українське населення примусово-добровільно вивозилося в СРСР. З уцілілих 150 родин 1947 року під час Операції Вісла чоловіки були ув'язнені в концтаборі Явожно, а решта депортована на понімецькі землі Польщі.

## Пам'ятки
Церква Архангела Михаїла (1821 р., після 1947 року перетворена на костел) з прилеглим цвинтарем.

## Уродженці
- Хиляк Володимир — український письменник, етнограф.

## Демографія
Демографічна структура станом на 31 березня 2011 року:
|          | Загалом | Допрацездатний вік | Працездатний вік | Постпрацездатний вік |
| -------- | ------- | ------------------ | ---------------- | -------------------- |
| Чоловіки | 329     | 81                 | 216              | 32                   |
| Жінки    | 335     | 79                 | 196              | 60                   |
| Разом    | 664     | 160                | 412              | 92                   |